# Розлучена (фільм, 1930)
«Розлучена» (англ. The Divorcee) — американський чорно-білий художній фільм, драма режисера Роберта Леонарда, що вийшла в 1930 році. Екранізація роману «Колишня дружина» письменниці Урсули Перротт. У головних ролях задіяні Честер Морріс і Норма Ширер, яка за роль у фільмі отримала премію «Оскар», а сама картина номінувалася на головну статуетку.

## Синопсис
Тед, Джеррі, Пол і Дороті — звичайна нью-йоркська компанія друзів. Рішення Джеррі вийти заміж за Теда пригнічує Пола, адже він давно закоханий у дівчину. Він напивається і лупцює Дороті до напівсмерті, після чого, зі співчуття й страху перед відповідальністю одружується з нею.
Проходить три роки. Джеррі виявляє, що у Теда є роман на стороні й заявляє йому про це. Молодик заявляє, що все це несерйозно і він любить тільки свою дружину. Дівчина не вірить йому і вирішує помститися, закохавши в себе найкращого друга Теда — Дона. Додатково до всього, Джеррі подає на розлучення і йде від чоловіка.
Від горя Тед стає алкоголіком, а Джеррі розуміє, що все ще любить Пола. Вона руйнує їхню молоду сім'ю і змушує Пола кинути Дороті. В останній сцені фільму Дороті закінчує життя самогубством.

## У ролях
- Норма Ширер — Джеррі Мартін
- Честер Морріс — Тед Мартін
- Конрад Найджел — Пол
- Роберт Монтгомері — Дон
- Флоренс Елдрідж — Гелен Болдвін
- Гелен Міллард — Мері
- Роберт Елліот — Білл Болдвін
- Мері Доран — Дженіс Мередіт
- Тайлер Брук — Генк
- Зельда Сірс — Ганна
- Джордж Ірвінг — доктор Бернард
- Джудіт Вуд — Дороті

## Цікаві факти
- На роль Джеррі Мартіна спочатку була затверджена Джоан Кроуфорд, яка, за чутками, до кінця життя не могла пробачити Норму Ширер за те, що та зайняла її місце.